# Бульвар Марии Приймаченко
Бу́львар Мари́и Приймаче́нко — бульвар в Печерском районе города Киева. Пролегает от улицы Иоанна Павла II до бульвара Леси Украинки.

## История
Возник в 50-е годы XX века. В 1957—2009 годах имел название бульвар Лихачёва, в честь И. А. Лихачёва.
Современное название в честь художницы Марии Приймаченко — с 2009 года
Протяжённость бульвара 450 м.

## Транспорт
- Троллейбусы 14, 15, 38
- Автобус 62

## Почтовый индекс
01042